# Переписна область №4 (Манітоба)
Переписна область №4 (англ. Division No.  4) — переписна область в Канаді, у провінції Манітоба.

## Населення
За даними перепису 2016 року, переписна область нараховувала 9986 жителів, показавши скорочення на 0%, порівняно з 2011-м роком. Середня густина населення становила 2,2 осіб/км².
З офіційних мов обидвома одночасно володіли 1 535 жителів, тільки англійською — 8 180, тільки французькою — 25, а 50 — жодною з них. Усього 1,060 осіб вважали рідною мовою не одну з офіційних, з них 55 — одну з корінних мов, а 10 — українську.
Працездатне населення становило 66,4% усього населення, рівень безробіття — 4,7% (5,5% серед чоловіків та 3,9% серед жінок). 71,9% були найманими працівниками, 27,5% — самозайнятими.
Середній дохід на особу становив $36 670 (медіана $30 907), при цьому для чоловіків — $40 515, а для жінок $32 810 (медіани — $34 944 та $27 557 відповідно).
29,2% мешканців мали закінчену шкільну освіту, не мали закінченої шкільної освіти — 27,1%, 43,7% мали післяшкільну освіту, з яких 21,2% мали диплом бакалавра, або вищий, 10 осіб мали вчений ступінь.
| Статево-вікова структура населення | Статево-вікова структура населення | Статево-вікова структура населення | Статево-вікова структура населення | Статево-вікова структура населення |
| ---------------------------------- | ---------------------------------- | ---------------------------------- | ---------------------------------- | ---------------------------------- |
|                                    |                                    |                                    |                                    |                                    |
| Всього                             | Всього                             | 49,8%50,2%                         |                                    |                                    |
| 0 — 14 років                       | 0 — 14 років                       |                                    | 20%                                | 20%                                |
| 15 — 64 років                      | 15 — 64 років                      |                                    | 59,4%                              | 59,4%                              |
| 65 і більше                        | 65 і більше                        |                                    | 20,6%                              | 20,6%                              |
| 85 і більше                        | 85 і більше                        |                                    | 3,4%                               | 3,4%                               |
| 100 і більше                       | 100 і більше                       |                                    | 0,1%                               | 0,1%                               |
| Середній вік (років)               | Середній вік (років)               | 40,442,7                           | 41,6                               | 41,6                               |
| Медіана (років)                    | Медіана (років)                    | 41,544,0                           | 42,8                               | 42,8                               |
| — чоловіки — жінки                 |                                    |                                    |                                    |                                    |

| Походження мешканців:     | Походження мешканців:     | Походження мешканців: | Походження мешканців: | Походження мешканців: |
| ------------------------- | ------------------------- | --------------------- | --------------------- | --------------------- |
| Походження                |                           |                       | осіб                  | %                     |
| Корінні американці        | Корінні американці        |                       | 790                   | 8.98%                 |
| Інше північноамериканське | Інше північноамериканське |                       | 2 650                 | 30.11%                |
| Європейське               | Європейське               |                       | 6 895                 | 78.35%                |
| британське                | британське                |                       | 3 685                 | 41.88%                |
| французьке                | французьке                |                       | 1 860                 | 21.14%                |
| українське                | українське                |                       | 440                   | 5%                    |
| Латинськоамериканське     | Латинськоамериканське     |                       | 175                   | 1.99%                 |
| Африканське               | Африканське               |                       | 30                    | 0.34%                 |
| Азійське                  | Азійське                  |                       | 245                   | 2.78%                 |
| Океанійське               | Океанійське               |                       | 20                    | 0.23%                 |

| Зайнятість населення за галузями (за класифікацією NOC): | Зайнятість населення за галузями (за класифікацією NOC): | Зайнятість населення за галузями (за класифікацією NOC): | Зайнятість населення за галузями (за класифікацією NOC): | Зайнятість населення за галузями (за класифікацією NOC): |
| -------------------------------------------------------- | -------------------------------------------------------- | -------------------------------------------------------- | -------------------------------------------------------- | -------------------------------------------------------- |
|                                                          |                                                          |                                                          |                                                          |                                                          |
| Управління                                               | Управління                                               |                                                          | 25,7%                                                    | 25,7%                                                    |
| Бізнес, фінанси та адміністрування                       | Бізнес, фінанси та адміністрування                       |                                                          | 9,9%                                                     | 9,9%                                                     |
| Природничі та прикладні науки                            | Природничі та прикладні науки                            |                                                          | 2%                                                       | 2%                                                       |
| Охорона здоров'я                                         | Охорона здоров'я                                         |                                                          | 8,3%                                                     | 8,3%                                                     |
| Освіта, правозахист, муніципальні та урядові служби      | Освіта, правозахист, муніципальні та урядові служби      |                                                          | 8,3%                                                     | 8,3%                                                     |
| Мистецтво, культура, відпочинок та спорт                 | Мистецтво, культура, відпочинок та спорт                 |                                                          | 1%                                                       | 1%                                                       |
| Роздрібна торгівля та послуги                            | Роздрібна торгівля та послуги                            |                                                          | 16,2%                                                    | 16,2%                                                    |
| Гуртова торгівля, транспорт та обладнання                | Гуртова торгівля, транспорт та обладнання                |                                                          | 17,4%                                                    | 17,4%                                                    |
| Природні ресурси, сільське господарство                  | Природні ресурси, сільське господарство                  |                                                          | 9,1%                                                     | 9,1%                                                     |
| Виробництво                                              | Виробництво                                              |                                                          | 2%                                                       | 2%                                                       |

## Населені пункти
До переписної області входять муніципалітети Луїз, Лорн, Картрайт-Роблін, Пембіна, а також хутори, інші малі населені пункти та розосереджені поселення.

## Клімат
Середня річна температура становить 2,8°C, середня максимальна – 24,3°C, а середня мінімальна – -23,1°C. Середня річна кількість опадів – 513 мм.
| Клімат поселення                              | Клімат поселення | Клімат поселення | Клімат поселення | Клімат поселення | Клімат поселення | Клімат поселення | Клімат поселення | Клімат поселення | Клімат поселення | Клімат поселення | Клімат поселення | Клімат поселення | Клімат поселення |
| Показник                                      | Січ.             | Лют.             | Бер.             | Квіт.            | Трав.            | Черв.            | Лип.             | Серп.            | Вер.             | Жовт.            | Лист.            | Груд.            |                  |
| Середній максимум, °C                         | −10,32           | −6,54            | 0,02             | 9,73             | 17,62            | 22,95            | 24,26            | 23,32            | 17,53            | 10,62            | 0,54             | −8,22            |                  |
| Середня температура, °C                       | −16,69           | −12,92           | −6,35            | 3,36             | 11,26            | 16,58            | 19,29            | 18,32            | 12,54            | 5,60             | −4,44            | −13,22           |                  |
| Середній мінімум, °C                          | −23,07           | −19,29           | −12,72           | −3,02            | 4,89             | 10,20            | 14,28            | 13,34            | 7,56             | 0,64             | −9,44            | −18,2            |                  |
| Норма опадів, мм                              | 21               | 17               | 24               | 30               | 63               | 90               | 71               | 67               | 48               | 39               | 23               | 20               |                  |
| Середньомісячна швидкість вітру, м/с          | 4.50             | 4.50             | 4.60             | 4.80             | 4.90             | 4.30             | 3.70             | 3.80             | 4.30             | 4.60             | 4.50             | 4.50             |                  |
| Середньомісячна сонячна радіація, кДж/м²·день | 4268             | 7571             | 12684            | 17080            | 19999            | 21354            | 22082            | 18852            | 13261            | 8092             | 4435             | 3313             |                  |
| --------------------------------------------- | ---------------- | ---------------- | ---------------- | ---------------- | ---------------- | ---------------- | ---------------- | ---------------- | ---------------- | ---------------- | ---------------- | ---------------- | ---------------- |
| Джерело:                                      |                  |                  |                  |                  |                  |                  |                  |                  |                  |                  |                  |                  |                  |